# بيضة متحركة
البيضة المتحركة (بالإنجليزية: ookinete)‏ هي بويضة مخصبة لكائن أولي مثل المتصورات المسببة للملاريا، هذه البويضة المخصبة قادرة على الحركة بشكل عفوي. تخترق البيضة المتحركة الخلايا الطلائية المبطنة للمعى المتوسط في البعوض لتكوين هيكل سميك الجدران يسمى بالبيضة المتكيسة تحت بطانة المعي الخارجي للبعوضة.
تتحرك البيضة المتحركة بطريقة الانزلاق.